# NGC 5387
NGC 5387 (другие обозначения — UGC 8891, MCG 1-36-11, ZWG 46.26, IRAS13559+0618, PGC 49724) — галактика в созвездии Дева.
Этот объект входит в число перечисленных в оригинальной редакции «Нового общего каталога».